# Mihail Čipurin
Mihail Aleksejevič Čipurin (rusko Михаил Алексеевич Чипурин), ruski rokometaš, * 17. november 1980, Moskva.
Leta 2004 je na poletnih olimpijskih igrah v Atlanti v sestavi ruske reprezentance osvojil bronasto olimpijsko medaljo.